# Dworce (obwód lwowski)
Dworce (ukr. Двірці) – wieś na Ukrainie, w rejonie szeptyckim obwodu lwowskiego. Wieś liczy 900 mieszkańców (2021).
Do 2024 w rejonie czerwonogrodzkim.
Wieś starostwa mostowskiego, położona była w XVIII wieku w województwie bełskim. W II Rzeczypospolitej do 1934 samodzielna gmina jednostkowa. Następnie należała do zbiorowej wiejskiej gminy Butyny w powiecie żółkiewskim w woj. lwowskim. 1939-1941 pod okupacją sowiecką, a w latach 1941-1944 pod okupacją niemiecką w dystrykcie Galicja Generalnego Gubernatorstwa. 
W  1944 nacjonaliści ukraińscy z OUN-UPA zamordowali tutaj 32 Polaków.
Po wojnie wieś weszła w struktury administracyjne Związku Radzieckiego.